# Honda CB 900 F Bol d'Or
 (juin 2015).
Si vous disposez d'ouvrages ou d'articles de référence ou si vous connaissez des sites web de qualité traitant du thème abordé ici, merci de compléter l'article en donnant les références utiles à sa vérifiabilité et en les liant à la section « Notes et références ».
La CB 900 F Bol d'Or est un modèle de moto sportive du constructeur japonais Honda. Son nom fait référence aux victoires de la marque dans cette épreuve d'endurance.

## Présentation
Afin de renouer avec un large public, Soichiro Irimajiri et Honda lancent la CB 900 F Bol d'Or, et complètent la gamme Euro Style. Les 95 ch du nouveau moteur à double ACT surpassent toute la concurrence du moment et participent à faire de ce modèle l'un des plus beaux succès commerciaux de Honda.
Elle est présentée au salon de la moto à Paris en octobre 1978 et son homologation est prononcée par le service des mines en décembre de la même année.
Le modèle américain se contente de l’appellation « CB 900 F Super Sport », plus classique, signe que la renommée de cette épreuve sportive d'endurance française n’a pas traversé l’Atlantique.
Elle est commercialisée au printemps 1979.

## Raisons de son succès
Par rapport à la CBX 1000, la Bol d'Or comme son nom l'indique, se place résolument dans la catégorie des sportives, positionnement qu'elle affiche également vis-à-vis de la CB 750 KZ qui remplace la Honda CB 750 Four, première du nom.
Le moteur de la CB 900 F Bol d'Or marque une vraie rupture avec la production de la décennie précédente.
Si le moteur est toujours un quatre cylindres en ligne, il est désormais à double arbre à cames en tête et à quatre soupapes par cylindre. Il se révèle à la fois souple et puissant : la puissance arrive progressivement jusqu'à 5 000 tr/min, devient omniprésente jusqu'à 7 000 tr/min.
La machine est facile à prendre en main et s'avère maniable.
La ligne générale est dans le style de cette époque (Honda l'appelle « Euro Style ») déjà en vogue sur les CB 250 N et CB 400 N.
La finition est dans l'ensemble satisfaisante, avec clef de contact et starter au guidon. Le tableau de bord ressemble à celui de la CBX 1000, mais sans voltmètre.
La CB 900 F Bol d'Or subit plusieurs évolutions, dont la plus marquante esthétiquement est l'adoption d'un carénage sur les modèles F2B et F2C, à l'image de la CBX 1000 Prolink. Les versions carénées sont produites en parallèle des modèles basiques. La production de cette moto s'arrête en 1983 : cette lignée est remplacée par des machines à moteur V4, dénommées dans un premier temps « VF ».

## Modèles / années / types
- 1979 : FZ SC01.
- 1980 : FA SC01.
- 1981 : FB SC01.
- 1981 : F2B SC01.
- 1982 : FC SC09.
- 1982 : F2C SC09.
- 1983 : FD SC09.
- 1983 : F2D SC09.

## Autres modèles Bol d'Or et dérivés
- CB 750 F Bol d’Or (1979-1982).
- CB 1100 F Super Bol d'Or (1983-1984).
- CB 1100 R (1981-1983).